# Premis Solstici de Literatura Jove
Els premis Solstici de Literatura jove són uns premis convocats per L'Ajuntament de Manises des de 1985 per al foment de la literatura en valencià entre els joves entre els 13 i 30 anys, en les modalitats de poesia, narrativa curta i còmic.